# (3393) Štúr
(3393) Štúr – planetoida z grupy pasa głównego asteroid okrążająca Słońce w ciągu 4 lat i 58 dni w średniej odległości 2,58 j.a. Została odkryta 28 listopada 1984 roku w obserwatorium Piszkéstető przez Milana Antala. Nazwa planetoidy pochodzi od Ľudovíta Štúra (1815-1856), słowackiego przywódcy i pisarza. Przed nadaniem nazwy planetoida nosiła oznaczenie tymczasowe (3393) 1984 WY1.